# Walchstatt
Walchstatt ist ein Ortsteil der Gemeinde Sauerlach im oberbayerischen Landkreis München.

## Geographie
Der Weiler liegt an der das Otterloher Holz durchquerenden Otterloher Straße, etwa 400 Meter südlich des Brunnthaler Gemeindeteils Otterloh.
Er entstand in der Zeit nach dem Zweiten Weltkrieg und wurde erst nach 1987 amtlich benannter Gemeindeteil.

## Sehenswürdigkeiten
Etwa 600 Meter südlich der Ortschaft führte die heute Via Julia genannte römische Militärstraße von Augsburg (Augusta Vindelicorum) nach Salzburg (Iuvavum) vorbei.